# Pipes & Flowers
Pipes & Flowers è l'album in studio d'esordio della cantautrice italiana Elisa Toffoli, pubblicato il 22 settembre 1997 e rieditato il 15 ottobre 1998 con l'aggiunta del brano inedito Cure Me.
L'uscita del disco è stata anticipata dal lancio di due singoli di enorme successo: il primo, Sleeping in Your Hand, e il secondo, Labyrinth, con il quale Elisa raggiunse il primo posto nella classifica dei singoli FIMI tra dicembre 1997 e febbraio 1998. L'album, registrato negli Stati Uniti d'America e prodotto da Caterina Caselli per la Sugar Music e Corrado Rustici (produttore di Zucchero Fornaciari), fu il primo lavoro d'esordio di un singolo artista italiano a vendere più di 300 000 copie, aggiudicandosi ben tre dischi di platino e arrivando fino al secondo posto della classifica italiana FIMI del 1998 alle spalle del disco più venduto dell'anno, Mina Celentano.

## Descrizione
Grazie a Pipes & Flowers, prodotto da Corrado Rustici, Elisa è entrata nella scena musicale italiana distinguendosi nello scrivere ed eseguire i propri pezzi interamente in inglese.
Il titolo prende spunto dai tubi della fabbrica di carbone che Elisa, da bambina, scorgeva dalla sua cameretta a Monfalcone, e dai fiori, disegnati sulla parete, simbolo della sua infanzia. La cantante ha dichiarato nel libro Fairy Girl che tubi e fiori rappresentano entrambe le sue anime musicali, quella rock e quella più intima.
Questo album vince la Targa Tenco come Miglior opera prima nel 1998.
L'album è presente nella classifica dei 100 dischi italiani più belli di sempre secondo Rolling Stone Italia alla posizione numero 74.

## Edizioni
Alla prima edizione del 1997 è seguita, il 15 ottobre 1998, la pubblicazione di una nuova edizione che conteneva, come traccia di chiusura, il nuovo singolo Cure Me, prodotto da Darren Allison.
Fino al gennaio del 2005 l'album è stato distribuito dalla Universal, mentre quello attualmente in vendita è distribuito dalla Warner e si distingue dal precedente per la copertina, sulla quale la parola "flowers" è divisa in modo diverso.
Il CD è stato pubblicato in edicola l'11 maggio 2009 con il Corriere della Sera in un packaging inedito.

## Singoli
Da Pipes & Flowers sono stati estratti quattro singoli ufficiali: Sleeping in Your Hand, Labyrinth, Mr. Want e Cure Me. Per Sleeping in Your Hand è stato realizzato un videoclip diretto da Paolo Caredda; di Labyrinth sono stati realizzati due video, uno diretto da Barry Maguire e un altro diretto da Alex Infascelli; Alessandra Pescetta ha diretto il videoclip di Cure Me. Sono inoltre stati pubblicati due singoli promozionali: A Feast for Me e So Delicate So Pure, quest'ultimo distribuito solo nei Paesi Bassi. Alessandra Pescetta ha diretto il video di A Feast for Me.

## Accoglienza
| Recensione | Giudizio |
| ---------- | -------- |
| AllMusic   |          |

Bradley Torreano di AllMusic ha definito l'album «una potente raccolta di canzoni rock», investita di «un'atmosfera pop europea che si insinua nella musica, tastiere sofisticate appaiono qua e là e i ganci sono più in sintonia con la musica pop britannica». Sebbene la associ allo stile musicale di Alanis Morissette, il giornalista afferma che al progetto di Elisa «manca del fascino orecchiabile» sebbene «al suo posto c'è una maturità che è molto accattivante» della cantante canadese.

## Tracce

### CD
1. Labyrinth – 4:59 (testo: Elisa Toffoli, Catherine Marie Warner – musica: Elisa Toffoli)
2. Mr. Want – 4:11 (testo: Elisa Toffoli, Catherine Marie Warner – musica: Elisa Toffoli, Corrado Rustici)
3. Sleeping in Your Hand – 4:22 (testo: Elisa Toffoli, Catherine Marie Warner – musica: Elisa Toffoli, Corrado Rustici)
4. Shadow Zone – 4:14 (testo: Elisa Toffoli, Catherine Marie Warner – musica: Elisa Toffoli)
5. A Feast for Me – 5:12 (testo: Elisa Toffoli, Catherine Marie Warner – musica: Elisa Toffoli, Corrado Rustici)
6. So Delicate So Pure – 3:42 (testo: Elisa Toffoli, Brent Fraser – musica: Elisa Toffoli)
7. New Kiss – 5:01 (testo: Elisa Toffoli, Catherine Marie Warner – musica: Elisa Toffoli)
8. Tell Me – 5:07 (testo: Elisa Toffoli, Brent Fraser – musica: Elisa Toffoli)
9. The Marriage – 4:21 (Elisa Toffoli)
10. Inside a Flower – 5:24 (testo: Elisa Toffoli, Brent Fraser – musica: Corrado Rustici, Elisa Toffoli)
11. Sleeping in Your Hand (Mark Saunders Remix) – 3:44 (testo: Elisa Toffoli, Catherine Marie Warner – musica: Elisa Toffoli, Corrado Rustici)

Traccia presente solo nell'edizione del 1998
1. Cure Me – 3:31 (testo: Elisa Toffoli – musica: Elisa Toffoli, Andrea Rigonat, Andrea Fontana, Max Gelsi, Christian Rigano, Carlo Bonazza)

### MC

#### Lato A
1. Labyrinth – 4:56 (testo: Elisa Toffoli, Catherine Marie Warner – musica: Elisa Toffoli)
2. Mr. Want – 4:11 (testo: Elisa Toffoli, Catherine Marie Warner – musica: Elisa Toffoli, Corrado Rustici)
3. Sleeping in Your Hand – 4:22 (testo: Elisa Toffoli, Catherine Marie Warner – musica: Elisa Toffoli, Corrado Rustici)
4. Shadow Zone – 4:14 (testo: Elisa Toffoli, Catherine Marie Warner – musica: Elisa Toffoli)
5. A Feast for Me – 5:12 (testo: Elisa Toffoli, Catherine Marie Warner – musica: Elisa Toffoli, Corrado Rustici)

#### Lato B
1. So Delicate So Pure – 3:42 (testo: Elisa Toffoli, Brent Fraser – musica: Elisa Toffoli)
2. New Kiss – 5:01 (testo: Elisa Toffoli, Catherine Marie Warner – musica: Elisa Toffoli)
3. Tell Me – 5:07 (testo: Elisa Toffoli, Brent Fraser – musica: Elisa Toffoli)
4. The Marriage – 4:21 (Elisa Toffoli)
5. Inside a Flower – 5:24 (testo: Elisa Toffoli, Brent Fraser – musica: Corrado Rustici, Elisa Toffoli)
6. Sleeping in Your Hand (Mark Saunders Remix) – 3:44 (testo: Elisa Toffoli, Catherine Marie Warner – musica: Elisa Toffoli, Corrado Rustici)

Traccia presente solo nell'edizione del 1998
1. Cure Me – 3:31 (testo: Elisa Toffoli – musica: Elisa Toffoli, Andrea Rigonat, Andrea Fontana, Max Gelsi, Christian Rigano, Carlo Bonazza)

## Formazione
- Elisa - voce
- Corrado Rustici - chitarra, tastiera, programmazione; arrangiamento archi in A Feast for Me
- Steve Smith - batteria
- Benny Rietveld - basso
- Polo Jones - basso in So Delicate so Pure e Inside a Flower
- Frank Martin - pianoforte in The Marriage, organo Hammond in New Kiss, arrangiamento e direzione archi in A Feast for Me
- Louis Biancaniello - pianoforte in Inside a Flower
- Kitty Beethoven, Conesha Owens, Sandy Kriffith, Claytoven - coro gospel in Inside a Flower
- Andrea Rigonat - chitarra in Cure Me
- Max Gelsi - basso in Cure Me
- Christian "Noochie" Rigano - tastiera in Cure Me
- Carlo Bonazza - batteria in Cure Me
- Andrea Fontana - percussioni in Cure Me

## Successo commerciale
Pipes & Flowers ha esordito alla posizione 30 della classifica italiana, apparendo tra le prime dieci posizioni della classifica, alla numero dieci, nella prima settimana del 1999. L'album ha raggiunto la posizione massima in classifica nella quarta settimana del 1998 alla nona posizione.

## Classifiche

### Classifiche settimanali
| Classifica (1998) | Posizione massima |
| ----------------- | ----------------- |
| Italia            | 9                 |

### Classifiche di fine anno
| Classifica (1998) | Posizione massima |
| ----------------- | ----------------- |
| Italia            | 25                |